# België op het Eurovisiesongfestival 1976
Avant-première Eurovision 1976 was de Belgische preselectie voor het Eurovisiesongfestival 1976, dat gehouden zou worden in de Nederlandse stad Den Haag.
RTB hield het in 1976 opnieuw sober: vijf liedjes traden in één uitzending onder de ondertussen bekende titel. Johan Verminnen en Two Man Sound werden door de RTB aangezocht om deel te nemen, maar bedankten vriendelijk. Kandidate Delizia was de zus van Salvatore Adamo en Andrée Simons nam in 1970 al deel aan Chansons Euro '70. Een gemengde jury van professionals en het publiek wezen Pierre Rapsats rustige Judy et cie als winnaar aan.
Pierre deed het in Den Haag relatief goed. Hij eindigde als achtste op achttien deelnemers.

## Uitslag
| Plaats | Artiest          | Lied                      |
| ------ | ---------------- | ------------------------- |
| 1      | Pierre Rapsat    | Judy et cie               |
| 2      | Delizia          | Monsieur, chante pour moi |
| 2      | Didier Vincent   | Je viens chanter          |
| 2      | Le Grand Frisson | La musique                |
| 2      | Andrée Simons    | H Coco                    |

## In Den Haag
In Den Haag moest België aantreden als 6dede net na Luxemburg en voor Nederland.
Na de puntentelling bleek dat Pierre Rapsat op een 8ste plaats was geëindigd met een totaal van 68 punten.Een keer was er een jury die de volle 12 punten overhad voor België.

### Gekregen punten

#### Finale
| 12 punten   | 10 punten   | 8 punten                     | 7 punten              | 6 punten                  |
| ----------- | ----------- | ---------------------------- | --------------------- | ------------------------- |
| - Finland   |             | - Italië - Monaco - Portugal | - Verenigd Koninkrijk | - Noorwegen - Zwitserland |
| 5 punten    | 4 punten    | 3 punten                     | 2 punten              | 1 punt                    |
| - Frankrijk | - Nederland | - Oostenrijk                 |                       | - Israël                  |

### Punten gegeven door België

#### Finale
Punten gegeven in de finale:
| 12 punten | Verenigd Koninkrijk |
| 10 punten | Frankrijk           |
| 8 punten  | Monaco              |
| 7 punten  | Zwitserland         |
| 6 punten  | Luxemburg           |
| 5 punten  | Israël              |
| 4 punten  | Nederland           |
| 3 punten  | Oostenrijk          |
| 2 punten  | Griekenland         |
| 1 punt    | Duitsland           |

1956 · 1957 · 1958 · 1959 · 1960 · 1961 · 1962 · 1963 · 1964 · 1965 · 1966 · 1967 · 1968 · 1969 · 1970 · 1971 · 1972 · 1973 · 1974· 1975 · 1976 · 1977 · 1978 · 1979 · 1980 · 1981 · 1982 · 1983 · 1984 · 1985 · 1986 · 1987 · 1988 · 1989 · 1990 · 1991 · 1992 · 1993 · 1994 · 1995 · 1996 · 1997 · 1998 · 1999 · 2000 · 2001 · 2002 · 2003 · 2004 · 2005 · 2006 · 2007 · 2008 · 2009 · 2010 · 2011 · 2012 · 2013 · 2014 · 2015 · 2016 · 2017 · 2018 · 2019 · 2020 · 2021 · 2022 · 2023 · 2024 · 2025
België · Duitsland · Finland · Frankrijk · Griekenland · Ierland · Israël · Italië · Joegoslavië · Luxemburg · Monaco · Nederland · Noorwegen · Oostenrijk · Portugal · Spanje · Verenigd Koninkrijk · Zwitserland